# Universidad de Guadalajara
La Universidad de Guadalajara (UdeG) es una institución pública de educación media superior y superior que tiene su sede en la Zona Metropolitana de Guadalajara, México. Cronológicamente, de acuerdo a su fundación, es la segunda Universidad más antigua de México, la séptima de América del Norte y la decimocuarta de América Latina.
Desde 1994, la Universidad ha adoptado un modelo de red que estructura sus actividades académicas. Esta Red Universitaria comprende 15 centros universitarios, un Sistema de Universidad Virtual, un Sistema de Educación Media Superior y la Administración General de la institución. 
En el ciclo académico 2021-2022, la matrícula total de la Red Universitaria alcanza los 310,000 estudiantes, abarcando tanto el Nivel Superior como el Nivel Medio Superior.

## Historia

### La Real Universidad (1791–1821)

Escudo de la Real Universidad de Guadalajara

El primero en solicitar la creación de una universidad en Guadalajara fue el obispo fray Felipe Galindo y Chávez al rey Carlos II de España. Sin embargo, fue solo después de la expulsión de los jesuitas cuando la necesidad de una universidad en la región de la Nueva Galicia se hizo apremiante; esto era debido a que la Compañía de Jesús administraba los dos colegios más importantes de la ciudad.
En 1775 el fray respondió a una cédula real del rey Carlos III de España. Tras la respuesta del obispo el rey Carlos IV promulgó una cédula real donde se declaraba la fundación de la "Real Universidad de Guadalajara".
Extracto de dicha cédula real:

..He resuelto a consulta del nominado mi Consejo de Indias, el quince marzo de este año (1791), se erija y establezca una Universidad en esa ciudad (Guadalajara de la Nueva Galicia), y que se la aplique solamente el edificio del Colegio de Santo Tomás, que fue de los regulares expulsos, y los capitales de sus obras pías claras y positivas, con la precisa obligación de cumplirlas, costeando la mutación del edificio que fuese necesaria, de los propios de esa ciudad... Yo, el Rey.
Carlos IV

Esta cédula arribó a las autoridades de la Nueva Galicia el 26 de marzo de 1792, quienes procedieron a hacer un festejo en la ciudad y a realizar apresuradamente los trabajos de remozamiento del citado Colegio de Santo Tomás; así, la Real Universidad de Guadalajara se inauguró el 3 de noviembre del mismo año. Académicamente la Universidad estaba integrada por las Facultades de Artes, Teología, Derecho y Medicina.

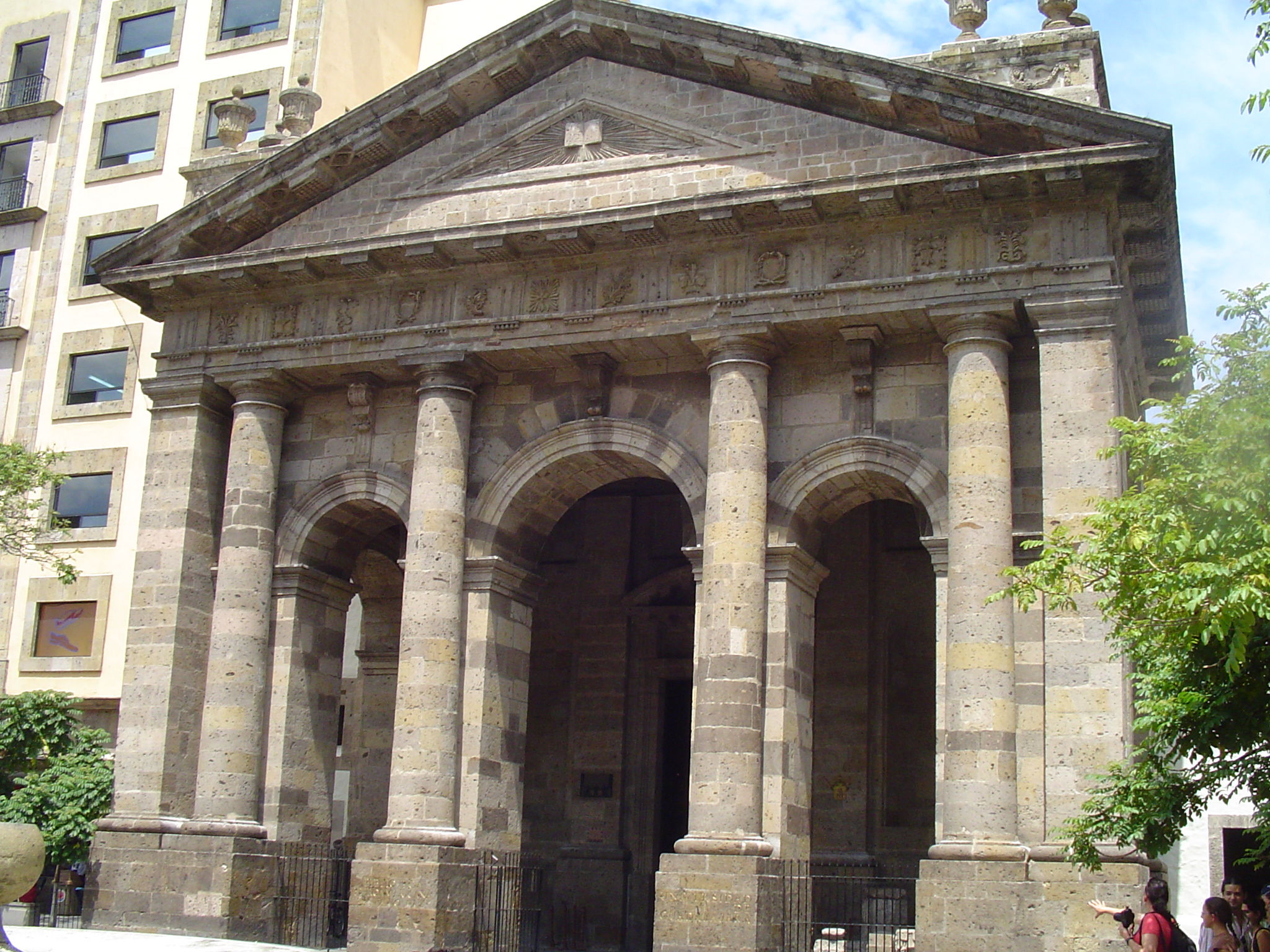
Colegio de Santo Tomás de Aquino, primera sede de la Universidad de Guadalajara y actual Biblioteca Iberoamericana "Octavio Paz"

### La confrontación de la universidad y el Instituto de Ciencias (1821-1861)
Durante el siglo XIX, la educación superior en Jalisco, particularmente en la Universidad de Guadalajara, experimentó varios cambios impulsados por las transiciones políticas y las tensiones entre facciones liberales y conservadoras. Después de que México lograra la independencia, la Universidad se sometió a diferentes regímenes, pasando de ser real a imperial y, finalmente, nacional.
Varios rectores notables lideraron la Universidad durante estos años tumultuosos, incluyendo a Diego Aranda y Carpinteiro, quien no solo tuvo un papel destacado en la Universidad, sino que también contribuyó a la construcción de las torres de la catedral de Guadalajara y completó el Hospicio Cabañas.
A lo largo del siglo XIX, la Universidad fue clausurada y restaurada en varias ocasiones debido a decisiones gubernamentales. Estas decisiones a menudo estaban influenciadas por los acontecimientos nacionales, como la Guerra de Reforma y el Plan de Ayutla. La Universidad y el Instituto de Ciencias alternaron en su existencia, siendo suprimidos y restablecidos según las orientaciones políticas del momento.
A pesar de estos desafíos, la Universidad de Guadalajara e Instituto de Ciencias produjeron numerosos individuos destacados en diversas áreas, desde la medicina y la ley hasta la literatura y la arquitectura. Personalidades como José María Vigil, Dionisio Rodríguez y Manuel Gómez Ibarra son solo algunos ejemplos de los talentos que emergieron de esta época.
Las tensiones entre los liberales y los conservadores también afectaron a la Universidad. Las Leyes de Reforma, que buscaban separar la Iglesia del Estado, provocaron protestas dentro del Claustro de la Universidad. A pesar de estas dificultades, la Universidad continuó siendo una institución de importancia, aunque tuvo que enfrentarse a la falta de fondos, la pérdida de edificios y la adaptación constante a las cambiantes realidades políticas de México.

### El interregno universitario (1861-1925)
A pesar de la supervisión gubernamental, muchas instituciones educativas, como las Escuelas de Medicina, Jurisprudencia e Ingeniería y los Liceos, sufrieron deterioro en su calidad educativa debido a la falta de apoyo gubernamental. Este declive académico se vio exacerbado por la llegada de profesores y políticos que carecían de conocimientos básicos sobre lo que enseñaban.
Como respuesta a esta crisis educativa, emergió un fuerte movimiento hacia la educación privada en Guadalajara. Se crearon nuevas instituciones, como la Escuela Libre de Ingenieros y el Liceo Católico, y regresaron órdenes religiosas, como los jesuitas, para fundar instituciones educativas.
A pesar de los desafíos y carencias que enfrentó el sistema educativo durante este período, Jalisco produjo una notable generación de "universitarios sin universidad". Estos individuos, a pesar de la ausencia de una infraestructura universitaria formal, destacaron en diversas áreas, desde las leyes y la medicina hasta las artes y la arquitectura. Entre ellos estuvieron luminarias como Luis Barragán, el arquitecto ganador del Premio Pritzker, y Mariano Azuela, autor de la emblemática novela "Los de abajo".

### La Universidad de Guadalajara (1925–1989)

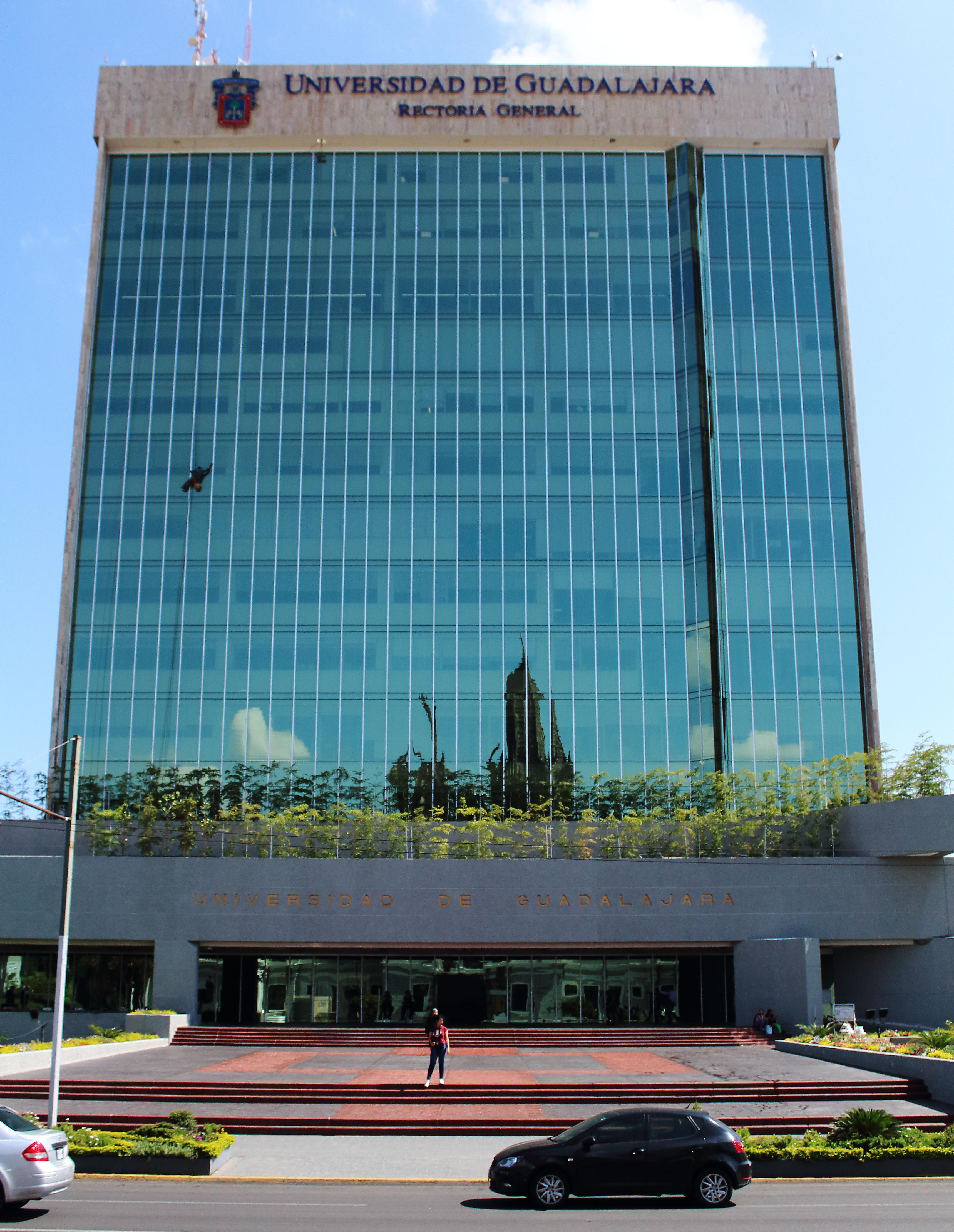
Edificio de la Rectoría General de la Universidad de Guadalajara en Jalisco, México.

A partir de las inquietudes que manifestaron varios intelectuales y artistas en las reuniones del Centro Bohemio, la conferencia sustentada por el ingeniero Juan Salvador Agraz Ramírez de Prado sobre el proyecto de fundar "la Universidad Nacional de Guadalajara" y las nuevas orientaciones emanadas de la Revolución mexicana de 1910, el gobernador de Jalisco, José Guadalupe Zuno Hernández, refundó la Universidad de Guadalajara en 1925 y nombró rector al profesor Enrique Díaz de León.

### La Red Universitaria (1989–actualidad)

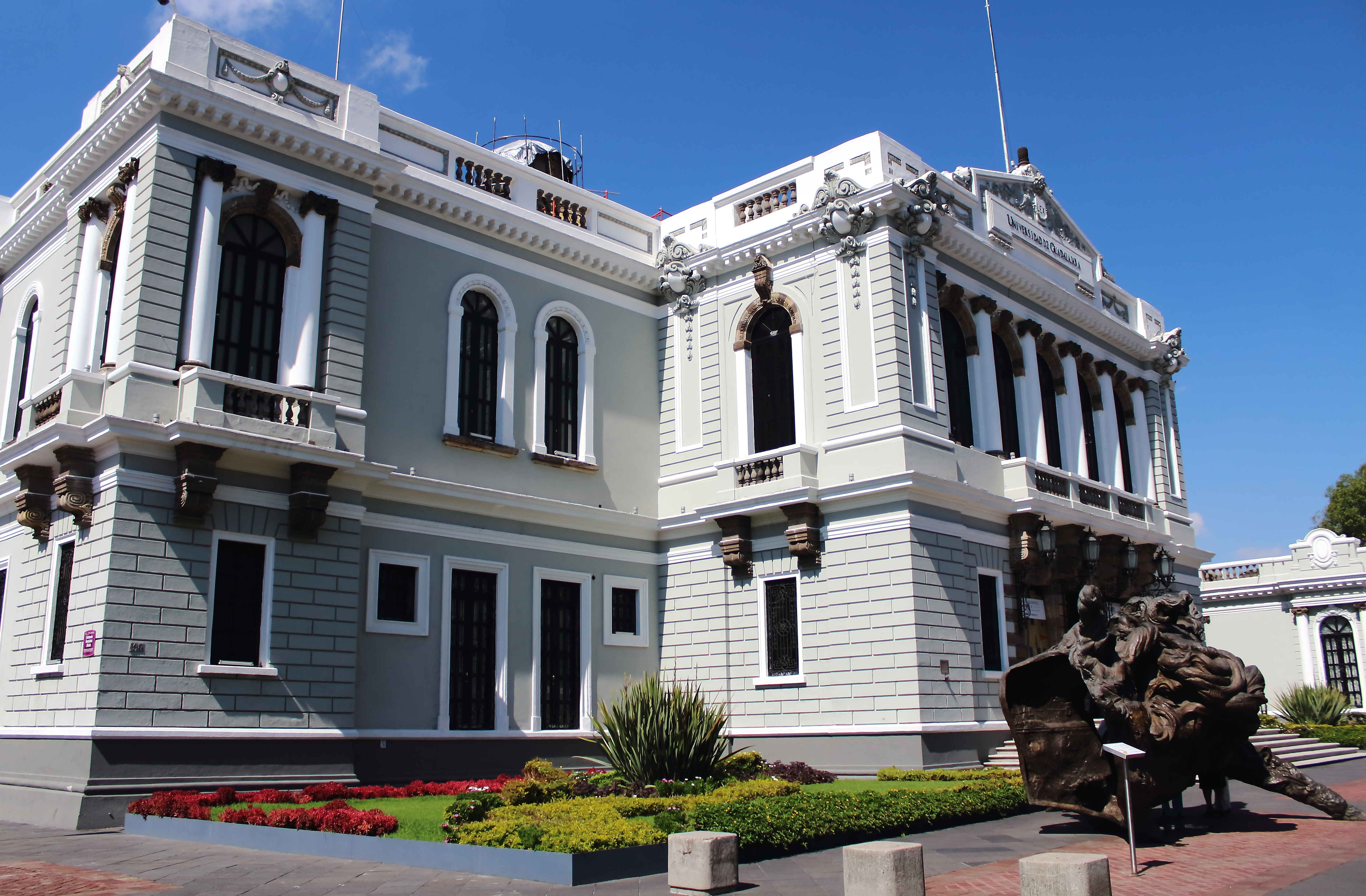
Paraninfo de la Universidad de Guadalajara.

El 16 de marzo de 2018, toma posesión como Rector General de la Universidad de Guadalajara, el doctor Miguel Ángel Navarro Navarro.
El 1 de abril de 2019, el doctor Ricardo Villanueva Lomelí rinde protesta como rector general de la UdeG.
Durante el mandato de Enrique Alfaro Ramírez como gobernador de Jalisco, se produjo un grave enfrentamiento entre el gobierno estadual y la Universidad por los fondos asignados a ésta en el presupuesto.

### Rectores
| - - Fray Antonio Alcalde y Barriga - José María Gómez y Villaseñor - Manuel Esteban Gutiérrez de Hermosillo - Juan José Moreno y Pizano - Juan José María Sánchez Leñero y Marín - Toribio González y Ramírez - José María Hidalgo y Badillo - José Simeón de Uría Berruecos y Galindo - José Ángel de la Sierra y Gómez - José Miguel Gordoa y Barrios - Diego Aranda y Carpinteiro - José Rafael Murguía y Figueroa - José Cesáreo de la Rosa y García - Pedro Antonio Ocampo y Partida - Juan Nepomuceno Camacho y Guzmán - Francisco Espinosa y Dávalos - José Manuel Ramírez y Ruiz | - - Fernando Díaz García - José Maria Nieto del Portillo - Casiano Espinosa y Dávalos - Juan Nepomuceno Camarena y Zepeda - José Guadalupe Zuno Hernández - Enrique Díaz de León - Fernando Banda Iturrios - Jesús Delgadillo Araujo - Silvano Barba González - Juan Campos Kunhardt - Lucio I. Gutiérrez Ibarra - Saturnino Coronado Organista - Manuel Román Alatorre Inguanzo - Constancio Hernández Alvirde - Rodolfo Delgado Delgado - Ignacio Jacobo Magaña - Luis Farah Mata | - - Jorge Matute Remus - José Barba Rubio - Guillermo Ramírez Valadez - Roberto Mendiola Orta - Hugo Vázquez Reyes - José Ignacio Maciel Salcedo - José Parres Arias - Rafael García de Quevedo Palacios - Jorge Enrique Zambrano Villa - Enrique Javier Alfaro Anguiano - Raúl Padilla López - Víctor Manuel González Romero - José Trinidad Padilla López - Carlos Jorge Briseño Torres - Marco Antonio Cortés Guardado - Itzcóatl Tonatiuh Bravo Padilla - Miguel Ángel Navarro Navarro - Ricardo Villanueva Lomelí |

## Órganos de gobierno

### Consejo General Universitario
El Consejo General Universitario es el máximo órgano de gobierno de la Universidad, el cual es presidido por el rector general y conformado por estudiantes, académicos y directivos. Actualmente cuenta con 186 integrantes. Cada año los representantes estudiantiles y académicos son elegidos a través del voto directo, universal y secreto por sus pares.

### Consejo de rectores
Es el órgano de planeación y coordinación de la red universitaria y se integra por el rector general, quien lo convoca y preside, el vicerrector ejecutivo, el secretario general, los rectores de los centros universitarios, el rector del SUV, el director general del SEMS, y el secretario técnico de la rectoría general y del consejo de rectores.

## Centros Universitarios
Actualmente la universidad cuenta con quince centros universitarios; de estos, seis son temáticos, ubicados en el área metropolitana de Guadalajara y 10 regionales, ubicados en las distintas regiones del estado de Jalisco.

## Sistema de Educación Media Superior
Para el periodo 2018 A cuenta con 165 planteles que se encuentran distribuidos en 109 municipios del estado de Jalisco. A manera de desglose, se encuentran: 27 escuelas preparatorias metropolitanas, 44 escuelas preparatorias regionales, 4 módulos metropolitanos, 91 módulos regionales, así como 7 extensiones regionales. La matrícula total del SEMS es de 152 mil 428 estudiantes.

## Sistema de Universidad Virtual

Logotipo del Sistema de Universidad Virtual (UDGVirtual)

El Sistema de Universidad Virtual (SUV) es también conocido como UDGVirtual.
Al 2016 el Sistema de Universidad Virtual, presenta las siguientes características.

Este sistema tiene presencia en los 103 municipios del Estado de Jalisco, en las 32 entidades de la República Mexicana, y en nueve países. 

Los estudiantes de pregrado y posgrado que viven en México ascienden a 4187, de los cuales el 69.4 % (2932 alumnos) residen en Jalisco. 

Las entidades que concentran la mayor matrícula, después de Jalisco, son el Estado de México, con 8 % (336 alumnos), y la Ciudad de México, con el 4.9 % (206 alumnos). 

De todos los estudiantes de programas educativos (curriculares, escolarizados), 43 radican en el extranjero: 27 se encuentran en los Estados Unidos, cuatro en Ecuador, tres en Colombia, dos en España, dos en Canadá, y los demás en Bulgaria, Chile, Perú, Puerto Rico y República Dominicana. De todos los estudiantes de programas educativos (curriculares, escolarizados), 36 radican en el extranjero: 20 se encuentran en los Estados Unidos, cinco en Ecuador, cuatro en Colombia, dos en Costa Rica, y en Bulgaria, Canadá, Chile, España y en Perú un estudiante.

## Sistema Universitario de Bibliotecas

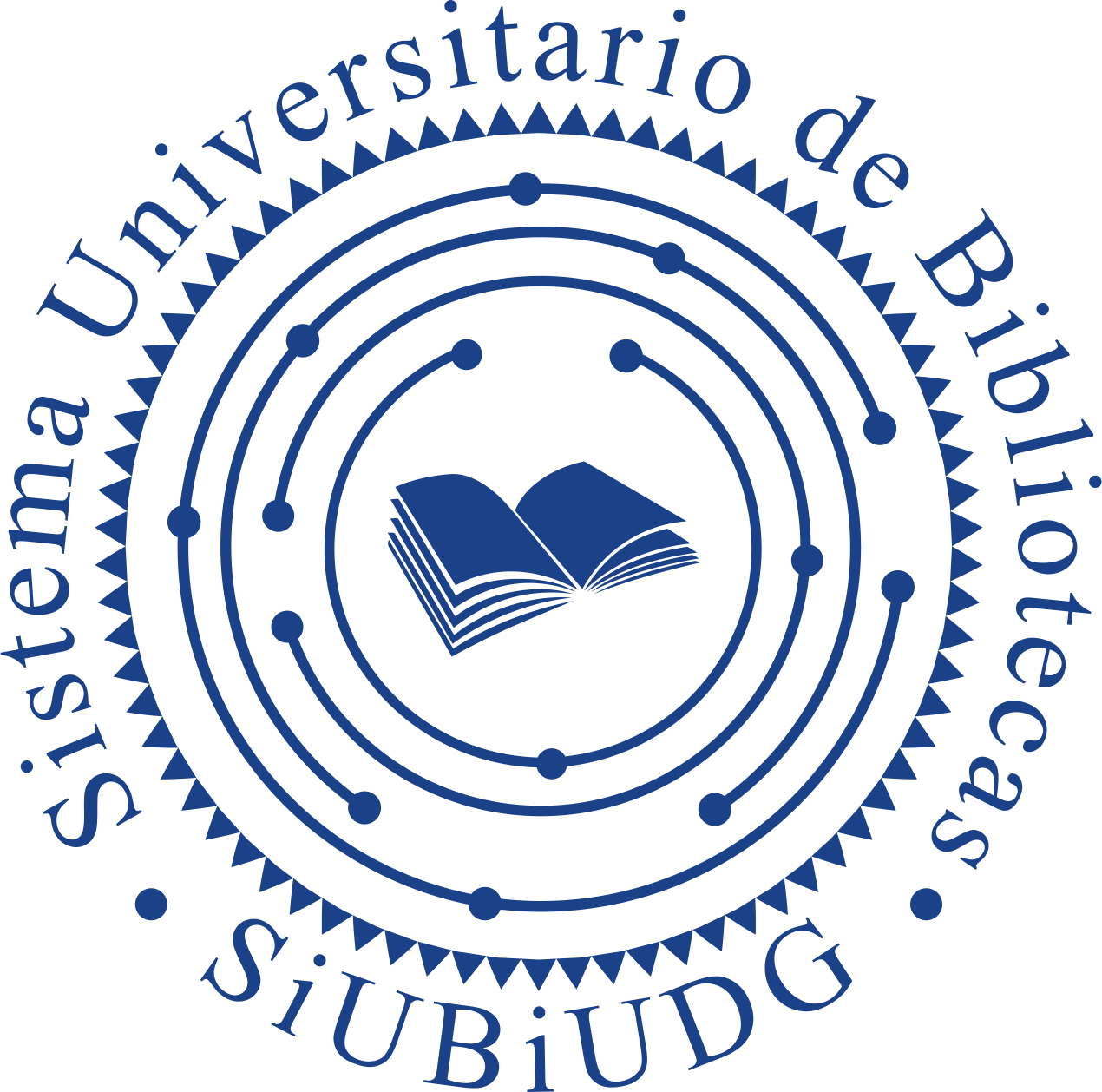
Logotipo del Sistema Universitario de Bibliotecas de la Universidad de Guadalajara (SiUBiUDG).

El Sistema Universitario de Bibliotecas de la Universidad de Guadalajara (SiUBiUDG) propicia y fomenta el desarrollo de la docencia, la investigación, y la extensión, así como la conservación del patrimonio documental de la universidad. El SiUBiUDG está integrado en la actualidad por 196 bibliotecas distribuidas al interior del estado de Jalisco, en concordancia con el desarrollo del modelo de Red Universitaria de Jalisco, teniendo presencia y cobertura en cada una de las regiones estratégicas del estado.

## Oferta educativa
Actualmente la universidad cuenta con un gran cantidad de programas educativos de nivel medio superior, de pregrado y de posgrado. Para el ciclo 2018 A, la institución cuenta con la siguiente oferta:
- 31 Programas de Nivel Medio Superior[15]
  - 3 Bachillerato General
  - 15 Bachillerato Tecnológico
  - 13 Profesional Medio
- 131 Programas de Pregrado
  - 117 Licenciatura
  - 6 Técnico Superior Universitario
  - 8 Nivelación
- 258 Programas de Posgrado
  - 76 Especialidad
  - 134 Maestría
  - 48 Doctorado

## Investigación científica
En el calendario 2018A, la universidad cuenta con mil 788 investigadores, de los cuales 1169 son miembros del Sistema Nacional de Investigadores. Así mismo, cuenta con diversos institutos y centros de investigación.

## Resultados en el Examen Nacional de Aspirantes a Residencias Médicas
En la edición 2023 del Examen Nacional para Aspirantes a Residencias Médicas (ENARM), la Universidad de Guadalajara reafirmó su posición como una de las principales instituciones formadoras de médicos en México. De los 1,172 sustentantes que se presentaron al examen, 678 fueron seleccionados, lo que representa una tasa de aceptación del 57.85%. Además, los egresados de esta universidad lograron un promedio general de 59.95 puntos, colocándola en el cuarto lugar a nivel nacional por número total de seleccionados. Estos resultados reflejan el compromiso académico de la institución y la sólida preparación de sus egresados en el ámbito clínico.

## Revistas científicas
La universidad cuenta con una importante cantidad de revistas de investigación científica, en particular, ocho de estas revistas pertenecen al Índice de Revistas Científicas y Tecnológicas del CONACYT.
- México y la Cuenca del Pacífico: Revista trimestral, fundada en 1998 por el Departamento de Estudios del Pacífico del Centro Universitario de Ciencias Sociales y Humanidades. Sus artículos abarcan temas vinculados a la economía, a las relaciones internacionales, a la política, a la sociedad y a la cultura de los países de la región de Asia-Pacífico, así como de los procesos de integración en la región con un enfoque interdisciplinario.
- Comunicación y Sociedad: Revista semestral especializada en el área de la comunicación social y constituye un medio de difusión de avances y resultados de investigaciones realizadas a nivel nacional e internacional. Es publicada por el Departamento de Estudios de la Comunicación Social del Centro Universitario de Ciencias Sociales y Humanidades.
- Espiral. Estudios sobre Estado y Sociedad: Revista cuatrimestral de investigación científica de la División Estado y Sociedad del Centro Universitario de Ciencias Sociales y Humanidades. Está abierta a investigadores en Ciencias Sociales nacionales y extranjeros.

- Diálogos sobre Educación: Revista de investigación educativa editada por el Departamento de Estudios en Educación de la División de Estudios de Estado y Sociedad en el Centro Universitario de Ciencias Sociales y Humanidades.
- Apertura. Revista de innovación educativa: Revista de investigación y difusión científica editada por el Sistema de Universidad Virtual, en la cual se publican artículos que abordan temas relacionados con las prácticas educativas no convencionales y que se apoyan con el uso de las tecnologías de la información y la comunicación, con la aplicación de modalidades de educación continua, abierta, a distancia, en ambientes virtuales, docencia no convencional y desarrollo instruccional.
- Letras Históricas: es una revista semestral enfocada al estudio de la historia nacional y regional de México e Iberoamérica, por tanto publica artículos que sean resultado de investigaciones originales e inéditas, ensayos, revisiones de documentos y reseñas.

## Cátedras universitarias
La universidad cuenta con diversas cátedras, abiertas tanto a la comunidad universitaria como al público en general.
- Cátedra Émile Durkheim
- Cátedra Hugo Gutiérrez Vega
- Cátedra Jorge Alonso
- Cátedra José Martí
- Cátedra Latinoamericana Julio Cortázar
- Cátedra Primo Levi
- Cátedras UNESCO: Producto de una iniciativa de la Organización de las Naciones Unidas para la Educación, la Ciencia y la Cultura aprobada en 1992, el objetivo de las cátedras UNESCO consiste en avanzar y mejorar la investigación, la capacitación y los programas de desarrollo de la educación superior por medio de la construcción de redes universitarias y del fomento a la cooperación inter universitaria mediante la transferencia del conocimiento a través de las fronteras.[18] Actualmente, la Universidad cuenta con cuatro cátedras UNESCO, a saber:
  - Cátedra de Alfabetización Mediática Informacional Diálogo Intercultural (en CUCSH)
  - Cátedra de Género, Liderazgo y Equidad (en CUCEA)
  - Cátedra de Igualdad y No Discriminación (en CUCSH)
  - Cátedra de la Juventud (en CUCEA)

## Deporte universitario
La Universidad cuenta con infraestructura deportiva tanto para disciplinas en conjunto como individuales. Además de ser copropietaria del Estadio Jalisco, también cuenta con una importante cantidad de equipos universitarios y áreas deportivas presentes en sus centros universitarios y escuelas preparatorias.

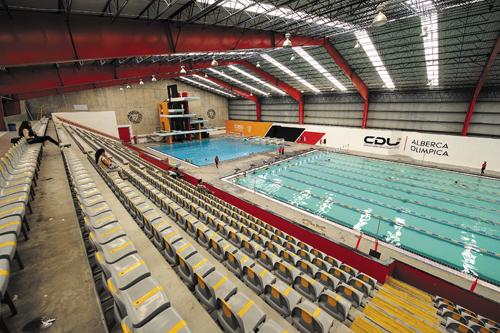
Alberca Olímpica del Complejo Deportivo Universitario

### Complejo Deportivo Universitario
A través de las instalaciones del Complejo Deportivo Universitario, ubicado en el polígono donde se encuentran el Centro Universitario de Ciencias Exactas e Ingenierías, la Escuela Vocacional y la Escuela Polítecnica, ofrece a la comunidad universitaria y al público en general diversas actividades físicas para todas las edades, tales como: atletismo, baloncesto, box, gimnasia, voleibol, natación y clavados.

### Club Deportivo UdeG
Ubicado en la cercanía del Bosque de la Primavera, da servicio a académicos, administrativos, estudiantes y público en general. Busca proporcionar un espacio para satisfacer las necesidades de descanso, recreación, acondicionamiento físico o desarrollo cultural a través de sus instalaciones que incluyen: gimnasio, alberca olímpica, fosa de clavados, estadio de fútbol y tenis, canchas de básquet, frontenis, voleibol y squash, así como ciclopista, restaurante, área de camping, entre otras.

### Club Leones Negros
La universidad es propietaria del Club Leones Negros que actualmente compite en la Liga de Ascenso de México. En el año 2009 surgieron de nuevo los Leones Negros en el fútbol nacional al ingresar a la Liga de Ascenso de México, pero no fue hasta el 2014 cuando, después de 20 años de haber desaparecido de la primera división, los Leones Negros lograron el ascenso. No obstante, en el torneo de 2015, regresaron a la Liga de Ascenso de México. Además, los Leones Negros se posicionan como una propuesta universitaria para el fomento de una cultura deportiva que trascienda en los universitarios y a la población en general.

## Cultura

### Editorial universitaria
La Editorial Universitaria publica textos académicos, manuales, monografías, y otro tipo de libros, los cuales impulsan la divulgación del conocimiento, articulan y fortalecen la docencia y la investigación y promueven la actualización de estudiantes y profesores. Al mismo tiempo, contribuye a proyectar la imagen de la Universidad de Guadalajara a la sociedad, ya que sus publicaciones reflejan el perfil de la institución.

### Festival Internacional de Cine en Guadalajara
El Festival Internacional de Cine en Guadalajara (FICG) es el encuentro cinematográfico más importante de Latinoamérica, ya que cuenta con una oferta importante para la industria cinematográfica, gracias a la cual el evento se ha posicionado en el ámbito nacional e internacional. El Festival es un foro para la formación, instrucción e intercambio creativo entre los profesionales, críticos de la cinematografía internacional y estudiantes de Iberoamérica.
El FICG es llevado a cabo a través del apoyo de la Universidad de Guadalajara, del Instituto Mexicano de Cinematografía (IMCINE), del Consejo Nacional para la Cultura y las Artes (CONACULTA), del Gobierno del Estado de Jalisco, de los ayuntamientos de Guadalajara, de Zapopan, y Cinemex.

### Festival Creativo para Niños y Jóvenes Papirolas
Papirolas nace en 1995, como parte de la Feria Internacional del Libro de Guadalajara, con el objetivo de crear un espacio exclusivo para niños y jóvenes, a través de exposiciones de talleres interactivos, combinados con espectáculos artísticos diversos. Desde 2010 Papirolas comienza a presentar exposiciones y en 2011 se incluye un programa de capacitación dirigido a docentes y gestores culturales.

### Feria Internacional de la Música para Profesionales
La FIMPRO es una plataforma profesional para el desarrollo de la industria de la música mexicana y latinoamericana, además de ser una feria de música con conciertos, mercado, conferencias y talleres, es también un punto de encuentro para profesionales de la industria en sus diferentes vertientes, como compositores, músicos, ingenieros, management, disqueras, editoras y productoras.

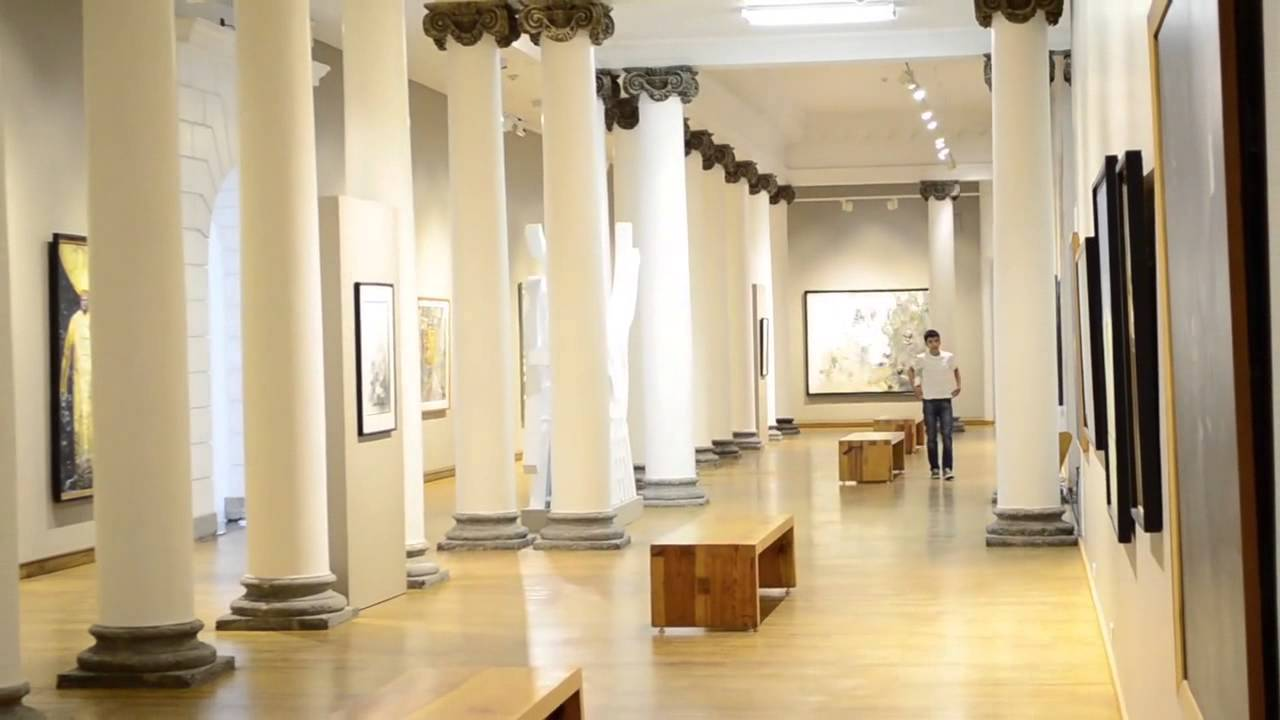
MUSA

### Museo de las Artes
Con el fin de dar a la comunidad jalisciense un espacio de proyección cultural, destacando la importancia de contar con dos obras del muralista José Clemente Orozco como parte del edificio, el entonces Rector de la Universidad, Raúl Padilla López, promovió destinar la planta baja del Edificio de Rectoría General al Museo de las Artes.
En 1994 se habilitó como museo, con la programación de exposiciones de arte contemporáneo nacional e internacional, donde varios artistas han expuesto sus proyectos. Asimismo, el museo cuenta con una colección de arte contemporáneo jalisciense.
El 28 de febrero de 2013, el Consejo General Universitario de la Universidad de Guadalajara modifica el uso del inmueble conocido como “Edificio de la Rectoría General”, para dedicarlo a fines culturales. Con ello, es oficial el cambio de nombre para pasar a denominarse “Museo de las Artes de la Universidad de Guadalajara”.

### Laboratorio de Arte Jorge Martínez
LAJM se concibe como un laboratorio de exhibición artística interdisciplinaria, dependiente orgánicamente de la división de Artes y Humanidades del Centro Universitario de Arte Arquitectura y Diseño de la Universidad de Guadalajara, el cual busca ser propulsor de proyectos que partan de la experimentación estética creando un foro crítico de investigación y colaboración entre los alumnos de la división, con la finalidad de ser una plataforma para que los alumnos adquieran experiencia práctica.

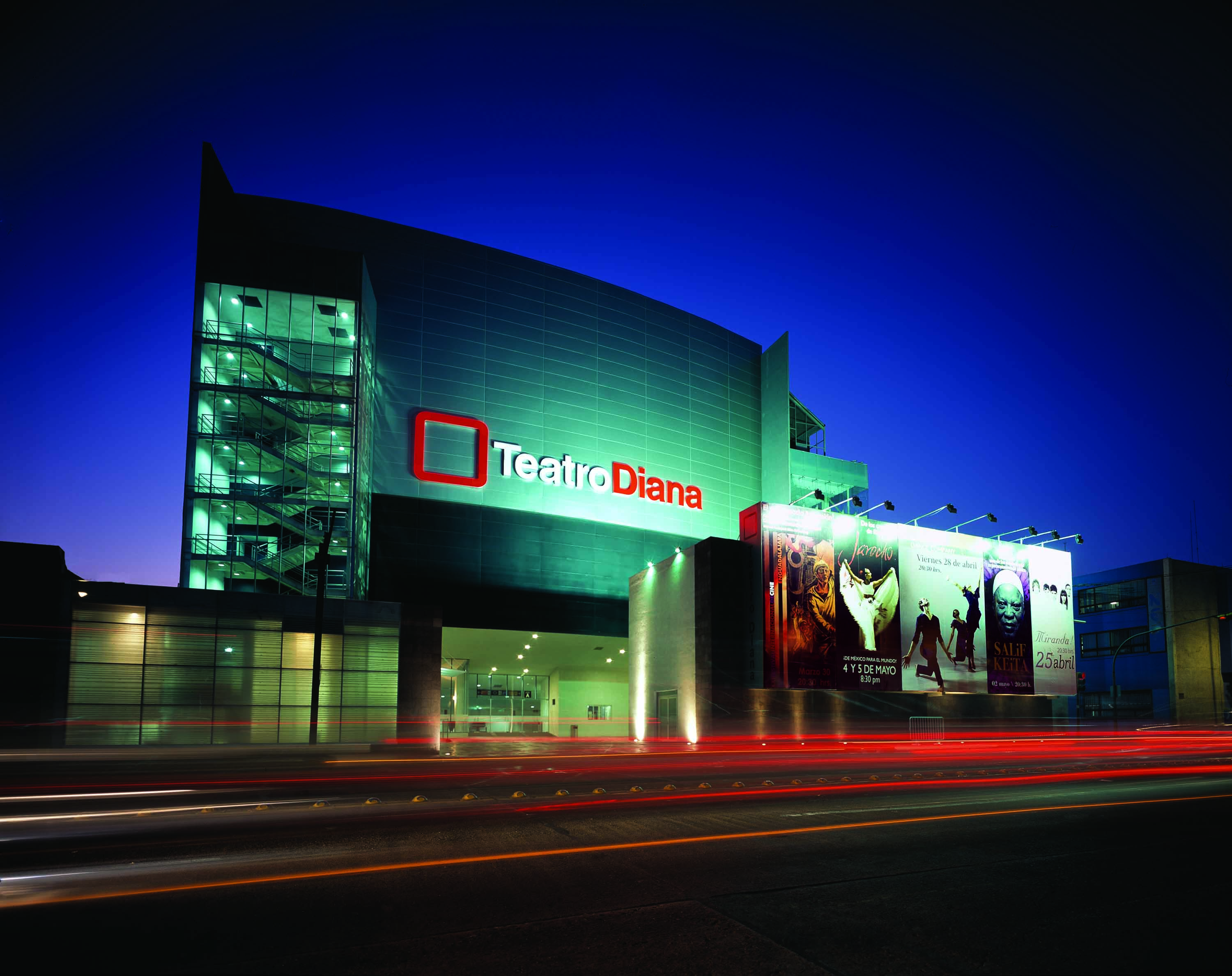
Centro Cultural Diana

### Cineforo
Es un espacio dedicado a la proyección cinematográfica, que constituye una alternativa para quienes gustan del séptimo arte en la ciudad, ya que programa cintas que comúnmente no figuran dentro de la cartelera comercial. Ubicado en el Edificio de la Rectoría General de la Universidad de Guadalajara, el Cineforo se inauguró en 1988, por el rector Javier Alfaro Anguiano. Con capacidad para 440 personas, este espacio diversifica actualmente sus servicios al programar diferentes espectáculos de teatro, danza y música. En la actualidad el Cineforo es sede del Festival Internacional de Cine en Guadalajara que cada año se realiza en la ciudad.

### Calle 2
Desde 2005, Calle 2 opera como una plataforma multifuncional para el entretenimiento. Es un recinto formado por siete pabellones, dos foros, tres explanadas y una arena. Puede presentar ferias, exposiciones, eventos sociales, deportivos y conciertos con capacidad para hasta 80 mil personas.

## Centro Cultural Universitario
El Centro Cultural Universitario (CCU) es el primer complejo cultural universitario de la región centro-occidente de México, que actualmente se encuentra en proceso de construcción en la ciudad de Zapopan en el estado de Jalisco. Aquí se encontrará el espacio cultural más extenso y de mayor impacto de la Zona Metropolitana, ya que este proyecto albergará miles de actividades culturales y académicas.
El CCU articula a los demás centros universitarios, las escuelas de arte, los parques mediáticos, temáticos y arqueológicos, así como las áreas deportivas y residenciales. Ahí se encuentran el Auditorio Telmex, la Plaza del Bicentenario, el Conjunto de Artes Escénicas, y la Biblioteca Pública del Estado de Jalisco “Juan José Arreola”, además están en proceso de edificación el Museo de Ciencias Ambientales y el Centro de Instrumentación Transdisciplinaria y de Servicios (CITRANS).

### Auditorio Telmex
El Auditorio Telmex fue inaugurado el 1 de septiembre de 2007, y es actualmente es uno de los espacios para espectáculos más importantes de América Latina. El edificio ubicado en la Zona Metropolitana de Guadalajara, fue diseñado por el mexicano José de Arimatea Moyao, y es parte del proyecto cultural más ambicioso y trascendente de la Universidad de Guadalajara, el Centro Cultural Universitario.

### Conjunto de Artes Escénicas
Con la mística de refrendar el lugar que el occidente de México tiene dentro del ámbito artístico en el mundo es que se creó el Conjunto de Artes Escénicas de la Universidad de Guadalajara, recinto inscrito en el Centro Cultural Universitario proyectado por la máxima casa de estudios de Jalisco, que comprende el Auditorio Telmex, la Biblioteca Pública Juan José Arreola, la Plaza Bicentenario que incluye el Ágora Jenkins, y el Museo de Ciencias Ambientales, recinto que se concluirá en 2020. El Conjunto de Artes Escénicas cuenta con una superficie de 52 mil metros cuadrados, y está integrado por cuatro salas dedicadas a la presentación de espectáculos (danza, musicales, conciertos, conferencias), y un escenario al aire libre. En sus escenarios podrá representarse: ópera, conciertos sinfónicos, teatro musical, danza, cine, artes plásticas y congresos.
Es, sin duda, uno de los Centros Culturales más importantes de América Latina, ocupando su lugar junto a los grandes centros de arte de este continente, Europa y Asia.

### Centro de Instrumentación Transdisciplinaria y de Servicios
Es un proyecto de la Universidad de Guadalajara, cuyo edificio estará ubicado en el CCU, tendrá cuatro unidades de servicio microscopia, espectroscopia, biología molecular y proteomica, y bioinformática en las cuales será posible categorizar muestras de origen biológico, médico, industrial y ambiental. El objetivo del CITRANS es el desarrollo de la investigación que ya realizan, por lo menos, 400 investigadores en los diferentes centros universitarios de esta casa de estudios. Actualmente se encuentra en construcción.

### Museo de Ciencias Ambientales
El Museo de Ciencias Ambientales será el primero de su tipo en México, el cual dedicará una especial atención al ambiente natural y social del entorno regional, nacional y continental.
Su objetivo es mostrar de manera interesante temas relativos al medio ambiente, la naturaleza, la cultura y la sustentabilidad de la vida en el planeta.
Estará sólidamente anclado en la identidad regional de Jalisco, que junto con Guadalajara engloba en su diseño los cinco ejes de la sustentabilidad: ecológica, económica, social, político y cultural. Asimismo, cubrirá simultáneamente, temas contemporáneos y pertinentes sobre la sustentabilidad de la Zona Metropolitana de Guadalajara. En 2015 se inició su edificación.

## Sistema Universitario de Radio, Televisión y Cinematografía

### Canal 44

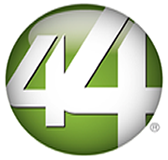
Canal 44 udg

Canal 44 UDGTV es un proyecto de la Universidad de Guadalajara que inició sus transmisiones el día 31 de enero de 2011, después de dos décadas de haber iniciado las gestiones para la apertura de su propio canal de televisión abierta. El canal tiene propósito cultural, sin fines lucrativos, para difundir programación a los cuatro municipios que integran a la Zona Metropolitana de Guadalajara, que incluye programas musicales, culturales e informativos.

### Red Radio Universidad de Guadalajara
Es un proyecto universitario integrado por ocho estaciones radiodifusoras que cubren la región centro-occidente de México con el propósito de servir de vínculo con la comunidad en general. Su corte es cultural y difunden y apoyan los movimientos culturales así como artistas independientes locales, diversidades culturales y sociales y promueven el esparcimiento e intercambio cultural. Las estaciones de radio que conforman la Red Radio Universidad de Guadalajara son:
- Guadalajara XHUG 104.3 FM
- Lagos de Moreno XHUGL 104.7 FM
- Autlán XHAUT 102.3 FM
- Zapotlán el Grande XHGZ 94.3 FM
- Ocotlán XHUGO 107.9 FM
- Colotlán XHUGC 104.7 FM
- Puerto Vallarta XHUGP 104.3 FM
- Ameca XHUGA 105.5 FM

## Colaboración con el Hospital Civil de Guadalajara
El Hospital Civil de Guadalajara es una institución de salud que opera en la ciudad de Guadalajara, Jalisco desde finales del siglo XVIII. Fue fundado en 1794 por el Obispo de Guadalajara, Fray Antonio Alcalde y Barriga, como institución hermana de la Universidad de Guadalajara y desde entonces funge como hospital-escuela de esta última, donde los estudiantes y académicos de las áreas de salud de esta institución realizan prácticas e investigación, respectivamente. En la actualidad el Hospital Civil, que es un organismo público descentralizado del Gobierno del Estado de Jalisco desde 1997, cuenta con dos unidades hospitalarias (Fray Antonio Alcalde y Barriga y Dr. Juan I. Menchaca), los cuales brindan atención al 29 % de la población de Jalisco. Su primer edificio fue el Hospital de San Miguel de Belén, el cual es actualmente el Antiguo Hospital Civil "Fray Antonio Alcalde".

## Universidad de Guadalajara en Los Ángeles
La Universidad extiende su alcance y trasciende fronteras para brindar a los mexicanos que viven en la región de Los Ángeles, California oportunidades de formación académica, creando, al mismo tiempo, vínculos con sus raíces latinas. La UDGLA trabaja para que través de sus proyectos estratégicos académicos y culturales se logre mejorar la calidad de vida y la integración social de los connacionales migrantes e hispanos, incrementando su nivel educativo y cultural.

### Feria del Libro en Español de Los Ángeles
Realizada en Los Ángeles (California), LéaLA se creó con el propósito de la promoción de la lectura y el libro en español, así como el reconocimiento a la población latina, su cultura y sus costumbres. LéaLA es una iniciativa respaldada por la Universidad de Guadalajara sede Los Ángeles y por la Feria Internacional del Libro de Guadalajara. Su programa incluyó presentaciones y firmas de libros en español; conferencias y charlas sobre la cultura y las raíces históricas de los países de Latinoamérica, encuentros de escritores latinoamericanos, foros de discusión sobre la problemática de la venta y distribución del libro en español, y la participación de celebridades de la comunidad latina en las distintas actividades del programa literario y cultural, en particular para el fomento de la lectura y el interés por la palabra escrita en los niños. La más reciente edición fue la cuarta, celebrada en 2015: actualmente LéaLA se encuentra en pausa indefinida.

### Canal 31.2 LA
Asimismo, la programación del Canal 44 se transmitió a través del canal 31.2, en California, Estados Unidos, con lo que se ofreció un acercamiento a la comunidad universitaria y a la sociedad en la sede de la Universidad de Guadalajara en Los Ángeles (UDGLA).

## Clasificaciones universitarias
| Año  | Latin American University Rankings | World University Rankings | Ranking Web Mundial de Universidades | Ranking de Universidades Mexicanas de América Economía Intelligence |
| ---- | ---------------------------------- | ------------------------- | ------------------------------------ | ------------------------------------------------------------------- |
| 2018 | 47                                 | 801-1000                  |                                      | 16                                                                  |
| 2017 | 52                                 | 751-800                   |                                      |                                                                     |
| 2016 | 51                                 | 751-800                   | 784                                  | 6                                                                   |
| 2015 | 42                                 | 651-700                   | 683                                  | 8                                                                   |
| 2014 | 59                                 | 601-650                   | 764                                  | 6                                                                   |
| 2013 | 60                                 | 601-650                   |                                      |                                                                     |
| 2012 | 50                                 | 501-550                   |                                      |                                                                     |
| 2011 | 51                                 |                           |                                      |                                                                     |